# آنا فولیه‌تا
آنا فولیه‌تا (ایتالیایی: Anna Foglietta؛ زادهٔ ۳ آوریل ۱۹۷۹) بازیگر اهل ایتالیا و برندۀ روبان نقره‌ای بهترین بازیگر زن است.
از فیلم‌ها یا برنامه‌های تلویزیونی که وی در آن نقش داشته است، می‌توان به آمریکایی غریبه‌های تمام‌عیار، حوزه استحفاظی و جایزه اشاره کرد.